# دنباله‌دار اتلس

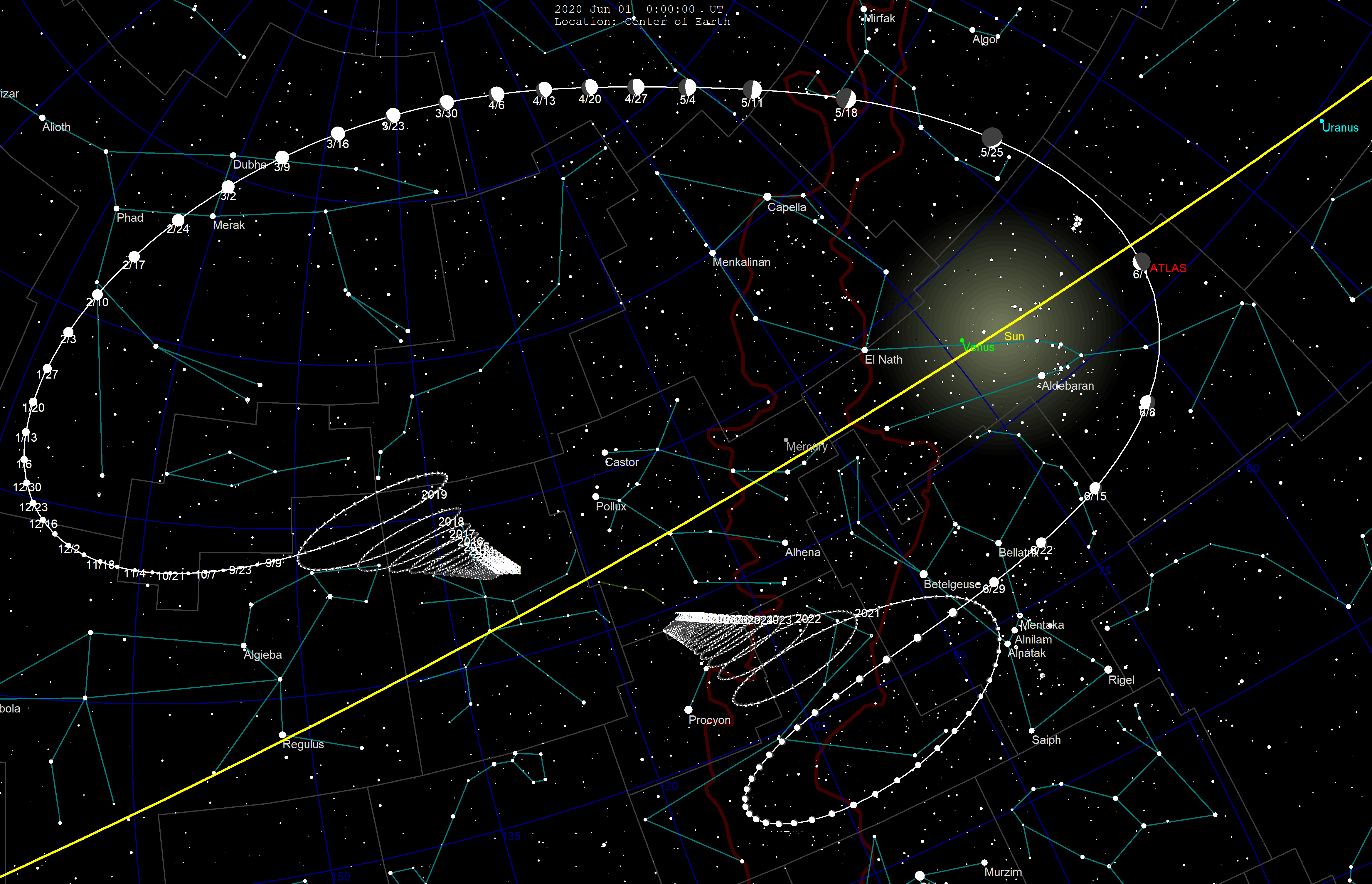
موقعیت دنباله دار اتلس در آسمان شب

دنباله‌دار اتلس (به انگلیسی: C-2019-Y4 Atlas) دنباله‌داری بزرگی است .تا قبل از نزدیک شدن به زمین در زمستان، با چشم عادی نور آن به اندازه یک ستاره متوسط و پس از آن مانند ستاره ای کم نور خواهد بود و پس از نزدیک شدن به زمین تنها با تلسکوپ دیده می‌شود. در ۲۳ مه ۲۰۲۰م (۱۱ خرداد ۱۳۹۹خ) در نزدیک‌ترین فاصله خود با زمین قرار خواهد گرفت. این دنباله دار در ۲۸ دسامبر ۲۰۱۹م در صورت فلکی خرس بزرگ کشف شد. قطر این دنباله دار ۴۴۷ هزار و ۳۸۷ مایل است. این دنباله دار خطری برای زمین ایجاد نمی‌کند زیرا حتی در نزدیکترین نقطه نیز بیش از ۷۲ میلیون مایل از سیاره ما فاصله دارد.

## موقعیت این دنباله دار
- ژانویه تا مارس ۲۰۲۰م (زمستان ۱۳۹۸خ) در صورت فلکی خرس بزرگ (با قدر ۳٫۲۰)
- آوریل ۲۰۲۰م (فروردین - اردیبهشت ۱۳۹۹خ) در صورت فلکی زرافه (با قدر ۵٫۴۰)
- ۱۲ مه ۲۰۲۰م (۲۳ اردیبهشت ۱۳۹۹خ) در صورت فلکی برساووش (با قدر ۵٫۲۰)
- ۲۳ مه ۲۰۲۰م (۳ خرداد ۱۳۹۹خ) هنگام ماه نو در ۱۷ درجه خورشید (نزدیکترین فاصله از زمین با قدر ۶)
- ۳۱ مه ۲۰۲۰م (۱۱ خرداد ۱۳۹۹خ) در حضیض مداری در صورت فلکی ثور و فاصله ۱۲ درجه خورشید (با قدر 6.5)[۲]

## متلاشی شدن دنباله دار اتلس
دنباله دار اطلس که انتظار می‌رفت بتواند به یکی از پرنورترین دنباله دارهای سال‌های اخیر تبدیل شود از اوایل ماه آوریل ۲۰۲۰م با تکه‌تکه شدن در حال متلاشی شدن است.